# متقال القناوي
متقال قناوى متقال أو «الريس متقال» (1929 - 17 يونيو 2004)، هو فنان شعبي مصري معروف، مطرب شعبي يغنى باللهجة الصعيدية على أنغام الربابة. وهو والد الفنان الشعبي حجازي متقال.

## حياته
ولد بمدينة الأقصر عام 1929، وقد كون فرقة من أقرباءه ثم انضم إلى «الفرقة القومية للفنون الشعبية» في الستينيات مما أتاح له الفرصة للسفر إلى أوروبا ونال شهرة واسعة خصوصا في باريس، وقد صاحبته الراقصة هالة الصافي لترقص على نغمات الربابة اثناء غناءه، كما تفرغ بعض الوقت لأداء السيرة الهلالية بصوته وتم تسجيلها.
تزوج الريس متقال 9 زيجات وانجب 25 ولدا وبنتا، ومن ابناءه «الريس حجازى» الذي سار على خطاه، وكذلك شقيقه «الريس شمندى»، ومن المعروف عنه أنه لا يجيد القراءة والكتابة كما صرح هو بذلك في إحدى المقابلات الإذاعية.

## وفاته
توفى في 17 يونيو 2004 عن عمر 75 سنة.

## أشهر أغانيه
- بص على الحلاوة.
- البت بيضا.
- يا حلوه يا شايله البلاص.
- بتاع الفراولة.
- ليل يابو الليالى.
- ضيعت مالى.
- الأقصر بلدنا.
- سلامات.
- ياجريد النخل العالى.
- الخيالة
- يامصر

## وصلات خارجية
- بص على الحلاوة على يوتيوب
- البت قالت لابوها على يوتيوب